# Max Geisenheyner
Max Geisenheyner (geboren 11. Januar 1884 in Wilhelmshaven; gestorben 29. Dezember 1961 in Augsburg) war ein deutscher Feuilletonredakteur.

## Leben
Max Geisenheyner war ein Sohn eines Marineoffiziers. Sein Vater wurde ans Reichsmarineamt in Berlin versetzt, und Geisenheyner besuchte dort das Gymnasium zum Grauen Kloster und das Lessing-Gymnasium. Danach machte er eine Stenographen-Ausbildung in Wolffs Telegraphischem Bureau und arbeitete in Erfurt, in Essen und Metz. 1905 wurde er Telefon-Stenograph bei der Königsberger Hartungschen Zeitung und schrieb auch erste Beiträge für das Feuilleton.
Er wechselte 1908 zu den Leipziger Neuesten Nachrichten und 1913 zum Verlag der Frankfurter Societät und arbeitete für das Illustrierte Blatt und in der Redaktion der Frankfurter Zeitung.
Im Jahr 1929 war er als Reporter der Frankfurter Zeitung bei Kapitän Hugo Eckener an Bord des Zeppelins LZ 127 bei dessen „Weltfahrt“. Der Verlag veröffentlichte seinen Bericht als Bildband, von dem 250.000 Stück verkauft wurden, und Geisenheyner ging damit auf Lesereise; auf der Grundlage des Buchs bearbeitete er für die Spielefabrik J. W. Spear & Söhne das Quartettspiel „Mit ‚Graf Zeppelin‘ um die Erde“. Sein Reisebericht erschien dann 1937 nach entsprechender Bearbeitung noch als Jugendbuch. Im Folgejahr veröffentlichte Geisenheyner ein Reisebuch über eine Nordafrika-Reise.
Ab 1937 arbeitete er als Theaterkritiker der Frankfurter Zeitung in Berlin, laut Carl Zuckmayer tat er in „Schwülstigkeit und Verwaschenheit des Stils“ es den Nazis gleich. Im März 1944 hielt er einen „kampfbetonten“ Vortrag im Institut für Deutsche Ostarbeit im von den Deutschen okkupierten Krakau. 1940 wurde sein Volksstück Obrist Michael mit Heinrich George am Schiller-Theater in Berlin aufgeführt.
Nach dem Zweiten Weltkrieg wurde Geisenheyner noch Feuilletonchef der Mainzer Allgemeinen Zeitung. Er schrieb 1951 eine „Kulturgeschichte des Theaters“, in der er weiterhin die Bedeutung des Völkischen betonte. Er war mit Johanna Pahlke verheiratet, sie hatten zwei Kinder.

## Schriften (Auswahl)

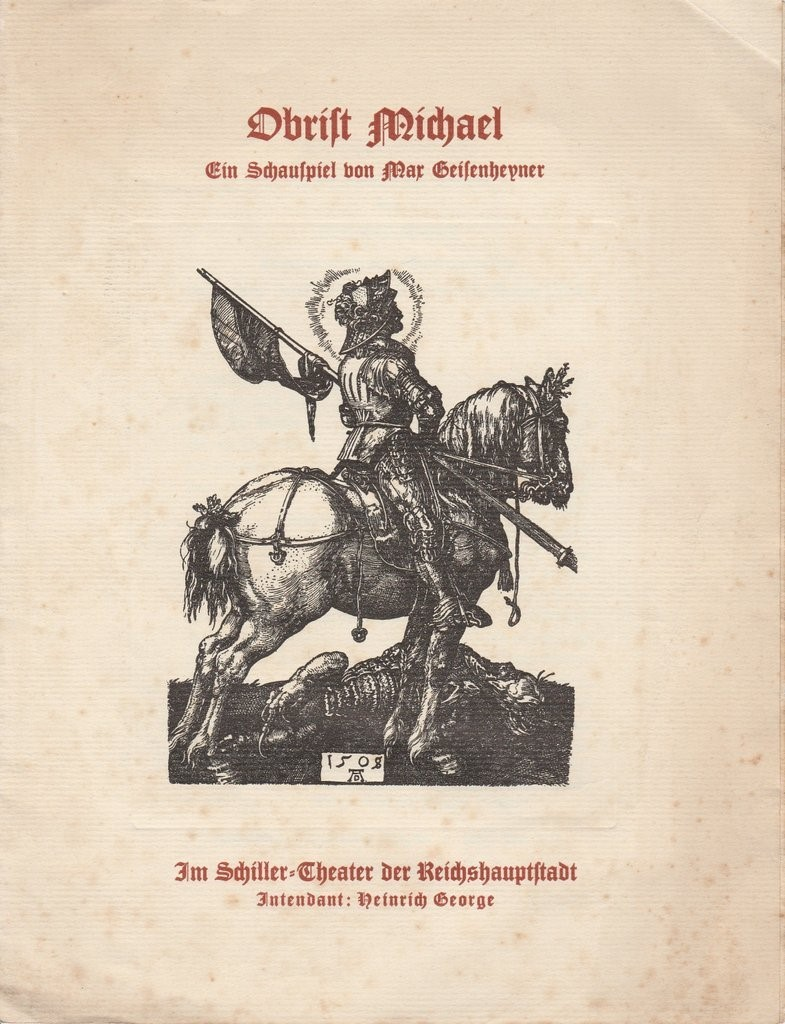
Obrist Michael Programmheft des Schiller-Theaters Berlin (1940)

- Mit "Graf Zeppelin" um die Welt : Ein Bild-Buch. Frankfurt a. M. : Frankfurter Societäts-Druckerei, 1929
- Petra und Alla (Obrist Michael) : ein Volksstück um zwei Pferde in drei Aufzügen. Leipzig : Reclam, 1935
  - Obrist Michael. Volksstück in drei Akten. Berlin : Drei-Masken-Verlag, 1940
- Phantasien aus dem Rucksack. Frankfurt a. M. : Frankfurter Societäts-Druckerei, 1936
- E. A. Lehmann, Zeppelin-Kapitän. Frankfurt a. M. : Frankfurter Societäts-Druckerei, 1937
- Auf Weltfahrt mit "Graf Zeppelin". Zeichnungen Karl Mühlmeister. Gütersloh : Bertelsmann, 1937 Jugendbuch
- Zu den Palmen Libyens : 10000 Kilometer durch Italien und Afrika. Hrsg. und Bildgestaltung Kurt Peter Karfeld. München : Knorr & Hirth, 1938
- Zeppelin und sein Werk. Berlin : Hillger, 1938
- Kulturgeschichte des Theaters : Volk und Drama. Berlin : Safari, 1951 (Neuausgabe Das Drama, 1967)
- Schaffende Gedanken, schaffende Hände. Zeichnungen Heinrich Klumbies. Bobingen : Aktiengesellschaft für Textil-Faser, 1952
- Friedrich M. Illert, Max Geisenheyner: Adam Antes : Sein Werk an seinem 60. Geburtstag. Worms : Städt. Gemäldegalerie, 1952
- Max Geisenheyner; Peter Supf: Frankfurt am Main, Motor der Luftfahrt : eine Erinnerung an die internationale Luftschiffahrt-Ausstellung 1909. Frankfurt am Main : W. Kramer, 1959